# 伯雷楚萨县
伯雷楚萨县，一译波里佐沙乐县，是柬埔寨茶胶省下辖的一个县。
据1998年人口普查，此县共有24,460人。